# ۱۱ عقاب
۱۱ عقاب یک ستاره است که در صورت فلکی عقاب قرار دارد.